# Balance bénéfice-risque
 (novembre 2020).
Si vous disposez d'ouvrages ou d'articles de référence ou si vous connaissez des sites web de qualité traitant du thème abordé ici, merci de compléter l'article en donnant les références utiles à sa vérifiabilité et en les liant à la section « Notes et références ».
 (août 2025).
En médecine, la balance bénéfice-risque est la comparaison du risque d'un traitement avec les éventuels bénéfices de ce traitement (et compte tenu de l'exposition à un risque personnel habituelle dans la vie de tous les jours).

## Types de risques
Les évaluations des risques futurs peuvent être décomposées en :
- risque réel ;
- risque statistique : fourni par les données actuellement disponibles ;
- risque projeté : basé sur l'étude de systèmes modélisés à partir d'études historiques ;
- risque perçu : intuitivement perçu par les individus.

## Le risque dans la recherche clinique
Une étude clinique n'est éthique que si le bénéfice espéré est supérieur au risque.
La déclaration d'Helsinki, adoptée par l'OMS, déclare que la recherche biomédicale ne peut être faite de manière légitime que si l'importance de l'objectif est en proportion avec le risque encouru par le sujet. Le CONSORT statement indique que les effets indésirables d'un traitement doivent être rapportés dans les publications d'études pour évaluer le rapport bénéfice-risque.

## Stratégie thérapeutique
L'analyse de la balance bénéfice-risque n'a de sens que dans la détermination de la stratégie thérapeutique. Un nouveau médicament efficace mais présentant de nombreux effets indésirables ne sera intéressant qu’en l’absence de traitement efficace pour l’affection ciblée.

## Le risque lors de la prescription d'un nouveau médicament
Lors de la mise sur le marché d'un nouveau médicament, on ne peut pas connaître les effets indésirables à long terme donc on ne peut pas connaître la balance bénéfice-risque. La prescription de ce type de médicament est plus hasardeuse surtout si l'évaluation de son efficacité n'est pas bien faite et/ou si son efficacité est faible.
Des guides aident les médecins à évaluer la place d'un traitement dans la stratégie thérapeutique et sa balance bénéfice-risque (recommandations de bonne pratique (notamment celles de la HAS), conférences de consensus, évaluation de chaque nouveau médicament par la commission de transparence de la HAS avec attribution d'un SMR (service médical rendu : intérêt en fonction des performances cliniques et de la gravité de la maladie traitée) et d'une ASMR (amélioration de service médical rendu : progrès thérapeutique par rapport à la stratégie thérapeutique recommandée, par rapport aux médicaments existants), articles pédagogiques (revue Prescrire ou équivalent dans les autres langues), synthèses de recommandations (Vidal Recos)).

## Évaluation de la balance bénéfice-risque des médicaments
L'évaluation de la balance bénéfice-risque est omniprésente dans la vie des médicaments. Elle se fait aujourd'hui de manière qualitative et implicite. Afin de légitimer les prises de décision concernant l'autorisation de mise sur le marché des médicaments et de leur maintien, le développement de méthodes plus quantitatives et plus transparentes est d'actualité. 

### 1. Évaluation actuelle de la balance bénéfice-risque
Actuellement, l'évaluation de la balance bénéfice-risque se fait qualitativement de manière implicite selon le module 2 du CTD.

#### a. Évaluation des bénéfices
L'introduction d'un rapport de l'évaluation des bénéfices-risques contient tout d'abord une discussion sur les indications du médicament. Ses bénéfices doivent pouvoir être quantifiés pour être comparés aux risques (exemple : les vies potentiellement sauvées par le traitement). Cette discussion tient compte de l'épidémiologie et de l'histoire naturelle de la maladie. Aujourd'hui, le bénéfice s'étend avec les notions de qualité de vie, etc. D'autres parties doivent être détaillées : 
- Description épidémiologique et histoire naturelle de la cible
- Objectifs et résultats prévus du traitement
- Preuve du bénéfice
- Les thérapies alternatives

#### b.  Évaluation des risques
L'évaluation des risques présente différents aspects, elle peut résulter d'essais cliniques avant la mise sur le marché du médicament ou bien d'effets indésirables inattendus d'un médicament déjà sur le marché. Le rapport doit contenir plusieurs éléments.
- Cas d'un nouvel effet indésirable 
- Prévention, prédictibilité et réversibilité de la réaction
- Le concept de risque dominant (risk driver) et ses effets sur le profil de risque
- Évaluation des risques entre produits
- Profil de risque : ce profil de risque repose sur la description et la quantification simple et directe du risque par un système de barres suivant le type d'effet, avec différents degrés : fatal, grave ou autre ainsi que le nombre de cas recensé.
- L'importance du risque pour un effet indésirable
- Quantification du risque

#### c. Évaluation de la balance bénéfice - risque
Cette partie tient compte des conclusions issues de l'évaluation des bénéfices et des risques mais également des études de biopharmaceutique et de pharmacologie. Dans cette partie, le traitement deviendra ou non une alternative thérapeutique à une maladie donnée ou même une arme thérapeutique supplémentaire.

### 2. Évaluation de la balance bénéfice-risque: vers des méthodes quantitatives?
Le principal obstacle d'une évaluation quantitative est que les analyses des bénéfices et des risques sont mesurées et exprimées différemment. Plusieurs méthodes existent, où différents paramètres (QALYs, efficacité, indice, etc.) sont utilisés mais leurs sensibilités et leurs reproductibilités dépendent beaucoup des « poids » et des « notes » attribués aux bénéfices et aux risques.

#### a. Principe des trois: méthode semi-quantitative et quantitative

##### 1. Méthode semi-quantitative
Les bénéfices et les risques peuvent être décrits en relation avec la gravité de la maladie traitée ou de l'effet indésirable survenu (cas d'un médicament déjà sur le marché), de sa durée et de sa chronicité (dans le cas d'un effet indésirable survenu : de son incidence dans la population traitée).
Pour un effet indésirable, trois points sont retenus :
- sa sévérité
- sa durée (difficilement quantifiable)
- son incidence
Pour un bénéfice, la maladie est mise en avant par :
- sa sévérité
- sa chronicité (aiguë, chronique, durée, etc.)
- l'importance de la contrôler, de la soigner
- son incidence 
Un tableau est utilisé pour comparer la maladie sans traitement, la maladie avec le médicament mais également pour les effets indésirables (les trois plus graves et les trois plus fréquents).
Tableau : Propriétés d'une maladie et/ou d'un effet secondaire
| Propriétés | Élevée    | Moyenne     | Faible     |
| ---------- | --------- | ----------- | ---------- |
| Sévérité   | Fatale    | Paralysant  | Gênant     |
| Durée      | Permanent | Persistant  | Temporaire |
| Incidence  | Fréquent  | Occasionnel | Rare       |

##### 2. Méthode quantitative
Cette approche peut être utilisée quand suffisamment de données sur les bénéfices et les risques sont exploitables.
- Les bénéfices sont évalués de la manière suivante :
Bénéfices = taux de guérison x sévérité de la maladie x chronicité/durée de la maladie
- Le principe des trois est appliqué, avec les trois effets les plus fréquents et les trois effets les plus graves.
Ensuite, un ratio du bénéfice-risque peut être calculé : bénéfice / moyenne des effets indésirables.
Cette approche quantitative peut uniquement être utilisée pour des médicaments déjà sur le marché du fait de la connaissance précise des différents effets. De plus, le résultat sous forme de ratio n'est pas assez représentatif surtout dans les cas où ce dernier pourrait être très faible en faveur ou non des bénéfices.

#### b. MCDA: Analyse décisionnelle multi-critères
Cette méthode générale est proposée par Filip Mussen. Elle peut être appliquée pour l'aide à la décision politique par exemple. Le concept de cette méthode est détaillé dans un ouvrage : Multi-criteria analysis: a manual.
Les étapes sont les suivantes :
1. Établir le contexte de décision :
1.1 Etablir le but du MCDA et identifier la décision à prendre, les acteurs clefs.
1.2 Concevoir le système sociotechnique pour conduire le MCDA.
1.3 Considérer le contexte de l'évaluation.
2. Identifier les options à évaluer.
3. Identifier les objectifs et les critères.
3.1 Identifier les critères pour l'évaluation des conséquences de chaque option.
3.2 Organiser les critères par regroupement dans une hiérarchie, avec des
objectifs de haut et de bas niveau.
4. Notation. Évaluez la performance attendue de chaque option contre les critères.
Évaluez alors la valeur associée aux conséquences de chaque option pour chaque
critère.
4.1 Décrire les conséquences des options.
4.2 Noter les options sur les critères.
4.3 Vérifier la cohérence des notes sur chaque critère.
5. Pondération. Assigner un poids à chaque critère qui reflète son importance relative
pour la décision.
6. Combiner les notes et le poids de chaque critère pour en tirer une valeur globale.
6.1 Calculer les notes pondérées générales à chaque niveau de la hiérarchie.
6.2 Calculer les notes pondérées générales.
7. Examiner les résultats.
8. Sensibilité de l'analyse.
8.1 Conduire une analyse de la sensibilité : d'autres préférences, ou d'autres poids affectent -ils la hiérarchie des options ?
8.2 Regarder les avantages et des inconvénients des options choisies, comparer les par paires.
8.3 Créer les nouvelles options possibles qui pourraient être meilleures que les originales.
8.4 Répéter les étapes (ci-dessus) jusqu'à obtenir un modèle 'requis'.
Le principe général est séparé en deux processus : la notation et la pondération. La notation est un processus où l'on mesure la valeur d'une option, un critère à la fois. La pondération est un processus qui assure que les unités de valeurs de tous les critères soit comparable, ce qui est nécessaire pour évaluer l'ensemble de la balance. La méthode MCDA permet donc d'avoir les mêmes unités entre les bénéfices et les risques pour pouvoir les additionner et les soustraire les uns des autres. Des arbres de valeurs hiérarchiques sont souvent utilisés pour structurer les critères de bénéfices et de risques (point 3 de l'application de la méthode MCDA à l'évaluation de la balance bénéfice-risque des médicaments).

#### d. Conclusion
Actuellement, l'évaluation de la balance bénéfice-risque se fait de manière qualitative. Cependant, différentes méthodes sont envisagées avec chacune leurs forces et leurs faiblesses. La méthode d'analyse décisionnelle multi-critère semble être la méthode la plus prometteuse. Étant donné que la crise de confiance envers les médicaments ne cesse de s'accroître, de nombreuses recherches sont en cours sur cette méthode (Innovative Medicine Initiative, avec le projet : PROTECT; l'EMA; Pharmaceutical
Research and Manufacturers of America : PhARMA ; Benefit-Risk Action Team : BRAT ; Centre for Innovative in Regulatory Science : CIRS ; The Consortium on Benefit-Risk Assessment : COBRA). Mais pour le moment, aucune position n'a été prise par les autorités et de ce fait, la méthode actuellement employée reste implicite et qualitative. En revanche, ceci va potentiellement changer puisque, le Periodic Benefit Risk Evaluation Report (PBRER) introduit un processus d'évaluation qualitatif ainsi que la possibilité d'utiliser des méthodes quantitatives.
Pour finir, il faut noter que toutes ces méthodes permettront de légitimer les prises de décision de mise sur le marché des médicaments. Certes ces méthodes ne sont pas encore approuvées mais elles sont prometteuses, elles seront une aide à la décision. En effet, ce sont des outils à la prise de décision car cette dernière doit respecter une certaine objectivité, une équité et une responsabilité.